# Unión Naval de Levante
La Unión Naval de Levante (UNL) fue una empresa española dedicada a la construcción naval civil y militar, así como la reparación de navíos. A lo largo de su historia estuvo estrechamente ligada a la Compañía Trasmediterránea o al Banco Central. Tenía su principal núcleo de actividad en Valencia y su puerto, aunque también llegó a contar con astilleros en Tarragona y Barcelona. En su última etapa la empresa pasó a denominarse «Unión Naval de Valencia».

## Historia

### Fundación y primeros años
La empresa fue fundada el 11 de abril de 1924, interviniendo en su creación sociedades como la casa Krupp, los Astilleros de Tarragona S.A. o la Compañía Trasmediterránea. El empresario naviero José Juan Dómine, que sería primer presidente de la Unión Naval de Levante, también jugó un importante papel en el establecimiento de Unión Naval de Levante. La empresa tenía sus principales instalaciones en el puerto de Valencia, donde se levantaron varias naves, un dique, oficinas administrativas, etc. En 1925 se iniciaron los trabajos del primer buque que se construía en los astilleros de la UNL de Valencia, el Ciudad de Algeciras. Unión Naval de Levante también llegó a contar con astilleros de cierta importancia en Tarragona y en Barcelona, siendo estos últimos los de Nuevo Vulcano.

### Guerra Civil
En julio de 1936, tras el estallido de la Guerra Civil, los astilleros de UNL en Valencia empleaban a unos 1400 trabajadores y tenían varios buques en construcción: un cañonero para México y varios petroleros para CAMPSA. Las instalaciones fueron intervenidas por los obreros, representados a partes iguales por los sindicatos UGT y CNT. El cañonero fue entregado en agosto a las autoridades mexicanas, al tiempo que los trabajos se centraban en la reparación de buques más pequeños. Más avanzada la contienda en algunas de las instalaciones de la Unión Naval de Levante, militarizadas bajo el nombre de fábrica n.º 22, se acometió la construcción de vehículos blindados. Este sería el caso de los UNL-35, considerados «los [vehículos blindados] más modernos y eficaces de los que combatieron en España». Con posterioridad los bombardeos de la aviación franquista dañaron gravemente las dependencias industriales de UNL, por lo que la fábrica n.º 22 se trasladó a Elda.

### Etapa posterior
Tras el final de la contienda los astilleros fueron devueltos a sus antiguos propietarios. En la década de 1960 la Unión Naval de Levante pasó a estar ligada al ámbito del Banco Central. Durante el período del franquismo la empresa vivió una gran actividad, con la construcción y botadura de numerosos buques en sus instalaciones. En 1983 el valenciano Fernando Abril Martorell, antiguo ministro y vicepresidente del gobierno con Adolfo Suárez, accedió a la presidencia de la compañía. Durante aquellos años la empresa pasó a denominarse como «Unión Naval de Valencia» y experimentó una etapa de expansión en su actividad naviera. En 1999 el empresario Vicente Boluda adquirió los astilleros valencianos, con el objetivo de especializarlos en la construcción de remolcadores. Sin embargo, la grave crisis que vivía la empresa forzó, en 2012, a poner fin a la actividad de construcción naviera, limitándose en sus últimos años a labores de reparación. La histórica sociedad fue liquidada finalmente en 2019.